# جان عبيد
جان عبيد (8 أيار 1939 - 8 شباط 2021)، سياسي لبناني. نائب عن مدينة طرابلس منذ 22 أيار 2018 في البرلمان اللبناني كما انه انتخب نائباً في دورات 1991 و 1992 و 1996 و 2000 ، كما أنه عين وزيرًا في أكثر من حكومة. يعتبر أحد المرشحين الدائمين لمنصب رئيس الجمهورية. توفي في 8 شباط 2021 عن عمر 81 عاماً بعد الإصابة بفيروس كورونا.

## حياته العلمية والعملية
- بالفترة ما بين 1959 و1960 عمل في مجلات الماغازين والأسبوع العربي، وبعام 1960 درس الحقوق في جامعة القديس يوسف. كما عمل ما بين 1960 حتى 1963 في مجلة لسان الحال، وما بين 1966 حتى 1972 في مجلة الصياد وجريدة الأحرار وجريدة الأنوار.
- بعام 1978 عين مستشارًا لرئيس الجمهورية إلياس سركيس، واستمر بهذا العمل حتى نهاية ولايته عام 1982.
- بعام 1983 عين مستشارًا لرئيس الجمهورية أمين الجميّل، وذلك حتى عام 1987، وشارك خلال هذه الفترة في مفاوضات إلغاء معاهدة 17 أيار مع إسرائيل وفي صياغة بيان الإلغاء.
- بفترة الحرب الأهلية اللبنانية شارك في مؤتمر جنيف لحل الصراع الداخلي وإنهاء الحرب الأهلية.

### الدخول إلى البرلمان
بعام 1991 عين نائبًا عن المقعد الماروني في الشوف.
وفي عام 1992 انتخب نائبًا عن طرابلس في محافظة الشمال، وأعيد انتخابة في دورات أعوام 1996 و2000 عن نفس المقعد.
بينما لم يترشح لانتخابات 2005 بسبب الظروف التي صاحبتها بعد اغتيال رئيس الحكومة الأسبق رفيق الحريري واختلاف القوى السياسية في طرابلس وعدم إدخالة بأي من اللوائح التي تشكّلت من الفريقين، فلم يحب أن يشارك كمستقل أو أن يكون لائحة خاصة به.
وعاد وشارك بانتخابات عام 2009 كمرشح مستقل، لكنه لم يحقق النجاح.
و خاض المعركة النيابية من جديد وترشح عن المقعد الماروني في طرابلس عن لائحة العزم التي ترأسها رئيس الحكومة الأسبق نجيب ميقاتي في الانتخابات البرلمانية التي جرت في 6 أيار 2018 والتي حققت فوزاً بأربعة مقاعد عن طرابلس وفاز جان عبيد بالمقعد الماروني ليدخل الندوة البرلمانية من جديد.

### المشاركة في الحكومة
شارك بالحكومة كوزير مرتين:
- من 7 نوفمبر 1996 إلى 4 ديسمبر 1998 في حكومة الرئيس رفيق الحريري في عهد الرئيس إلياس الهراوي وزيرًا للتربية الوطنية ووزيرًا للشباب والرياضة.
- من 17 أبريل 2003 حتى 26 أكتوبر 2004 في حكومة الرئيس رفيق الحريري في عهد الرئيس إميل لحود وزيرًا للخارجية والمغتربين.

## حياته الأسرية
بعام 1970 تزوج من لبنى البستاني ابنة قائد الجيش اللبناني إميل البستاني، ولهما من الأبناء:
- سليمان.
- هلا.
- أمل.
- جنى.
- بدوي.

توفيَ في الثامن من يناير 2021 إثر إصابتهِ بفايروس كورونا.